# Welcome Back
Welcome Back är ett album av John Sebastian utgivet 1976. Albumet är producerat av Steve Barri och John Sebastian.
Låten "Welcome Back" var signaturmelodi till TV-serien Welcome Back, Kotter.
Albumet nådde Billboard-listans 79:e plats.

## Låtlista
Singelplacering i Billboard inom parentes.
1. Hideway (John Sebastian) (#95)
2. She's Funny (John Sebastian)
3. You Go Your Way And I'll Go Mine (John Sebastian)
4. Didn't Wanna Have To Do It (John Sebastian)
5. One Step Forward, Two Steps Back (John Sebastian/Tom Springfield)
6. Welcome Back (John Sebastian) (#1)
7. I Needed Her Most When I Told Her To Go (John Sebastian)
8. A Song A Day In Nashville (John Sebastian)
9. Warm Baby (John Sebastian)
10. Let This Be Our Time To Get Along (John Sebastian)